# Sierra de Tatul
Sierra de Tatul är en bergskedja i Chile.   Den ligger i regionen Región de Atacama, i den centrala delen av landet, 500 km norr om huvudstaden Santiago de Chile.
Omgivningarna runt Sierra de Tatul är i huvudsak ett öppet busklandskap. Trakten runt Sierra de Tatul är nära nog obefolkad, med mindre än två invånare per kvadratkilometer.